# Lac Tromen
Le lac Tromen est un lac de la province de Neuquén, en Argentine. Il est situé au sein du Parc national Lanín, dans les Andes de Patagonie argentine, à plus ou moins 10 km au nord du volcan Lanín.

## Accès
Situé immédiatement au nord du col andin Paso Tromen — qui permet le passage entre l'Argentine et le Chili — le lac est d'accès relativement facile. Il ne se trouve qu'à  67 km de Junín de los Andes, ville à laquelle il est relié par la bonne route provinciale 60. Cependant, le manque de logements dans la zone l'a maintenu éloigné des principaux courants touristiques, ce qui a été favorable à la conservation des écosystèmes.

## Géographie
Le lac est entouré d'une dense forêt andino-patagonique qui s'étend tout au long de ses côtes, et qui comprend de vastes bois d'araucaria araucana.
Situé tout près de la frontière chilienne, on trouve une douane dans ses environs, ainsi qu'un 
camping, qui est le seul endroit de logement pour touristes.
Depuis le bord sud de la cuvette, part la principale route d'accès au volcan Lanín. 

Le lac se trouve au sein du bassin du río Aluminé, qui fait partie à son tour du bassin du 
río Negro.
Ses eaux sont de couleur bleu-vert. On trouve ici les vagues les plus fortes parmi les lacs du nord de la Patagonie. Ses côtes comportent beaucoup de fjords, de bras et de petites baies, et présentent une alternance de hautes falaises et de plages de sable noir d'origine volcanique.

## Émissaire
- Le Río Malleo qui se jette dans le río Aluminé, en rive droite.